# Sajang é
Sajang é is een  single uit 1980 van Massada. Het nummer is geschreven door zanger/percussionist Johnny Manuhutu en gitarist Rudy de Queljoe die net was overgestapt uit Vitesse. Sajang é werd opgenomen in Weert als laatste track van het derde album Pusaka en gaat over de Molukse kwestie. De band roept op om alhoewel woonachtig in Nederland het verre vaderland, de Molukken en voorouders niet te vergeten. Je zal ooit terugkeren. Opvallend aan het lied is het vrouwen- en kinderkoor, aldus OOR's Pop-encyclopedie (derde versie). Van de elf singles die Massada uitbracht werd Sajang é met een nummer 1-notering het succesvolst. De opbrengsten van de single gingen naar Stichting Gast aan Tafel.

## Live-uitvoeringen
Sajang é werd lange tijd niet live gespeeld omdat het niet in het Santana-achtige latin rock-repertoire paste. Pas nadat de band in 2009 door de Molukken toerde kwam daar verandering in. Daarentegen vormt de B-kant Impulse of rhythm bij veel concerten een gecombineerd openingsnummer met het eveneens instrumentale There's no time to return van het tweede album Pukul Tifa.

## Hitnoteringen

### Nederlandse Top 40
| Hitnotering: 08-03-1980 t/m 17-05-1980 | Hitnotering: 08-03-1980 t/m 17-05-1980 | Hitnotering: 08-03-1980 t/m 17-05-1980 | Hitnotering: 08-03-1980 t/m 17-05-1980 | Hitnotering: 08-03-1980 t/m 17-05-1980 | Hitnotering: 08-03-1980 t/m 17-05-1980 | Hitnotering: 08-03-1980 t/m 17-05-1980 | Hitnotering: 08-03-1980 t/m 17-05-1980 | Hitnotering: 08-03-1980 t/m 17-05-1980 | Hitnotering: 08-03-1980 t/m 17-05-1980 | Hitnotering: 08-03-1980 t/m 17-05-1980 | Hitnotering: 08-03-1980 t/m 17-05-1980 | Hitnotering: 08-03-1980 t/m 17-05-1980 |
| Week:                                  | 1                                      | 2                                      | 3                                      | 4                                      | 5                                      | 6                                      | 7                                      | 8                                      | 9                                      | 10                                     | 11                                     |                                        |
| -------------------------------------- | -------------------------------------- | -------------------------------------- | -------------------------------------- | -------------------------------------- | -------------------------------------- | -------------------------------------- | -------------------------------------- | -------------------------------------- | -------------------------------------- | -------------------------------------- | -------------------------------------- | -------------------------------------- |
| Positie:                               | 34                                     | 14                                     | 6                                      | 2                                      | 1                                      | 1                                      | 3                                      | 5                                      | 11                                     | 18                                     | 36                                     | uit                                    |

### NederlandseNationale Hitparade Top 50
| Hitnotering: 15-03-1980 t/m 31-05-1980 | Hitnotering: 15-03-1980 t/m 31-05-1980 | Hitnotering: 15-03-1980 t/m 31-05-1980 | Hitnotering: 15-03-1980 t/m 31-05-1980 | Hitnotering: 15-03-1980 t/m 31-05-1980 | Hitnotering: 15-03-1980 t/m 31-05-1980 | Hitnotering: 15-03-1980 t/m 31-05-1980 | Hitnotering: 15-03-1980 t/m 31-05-1980 | Hitnotering: 15-03-1980 t/m 31-05-1980 | Hitnotering: 15-03-1980 t/m 31-05-1980 | Hitnotering: 15-03-1980 t/m 31-05-1980 | Hitnotering: 15-03-1980 t/m 31-05-1980 | Hitnotering: 15-03-1980 t/m 31-05-1980 | Hitnotering: 15-03-1980 t/m 31-05-1980 |
| Week:                                  | 1                                      | 2                                      | 3                                      | 4                                      | 5                                      | 6                                      | 7                                      | 8                                      | 9                                      | 10                                     | 11                                     | 12                                     |                                        |
| -------------------------------------- | -------------------------------------- | -------------------------------------- | -------------------------------------- | -------------------------------------- | -------------------------------------- | -------------------------------------- | -------------------------------------- | -------------------------------------- | -------------------------------------- | -------------------------------------- | -------------------------------------- | -------------------------------------- | -------------------------------------- |
| Positie:                               | 47                                     | 2                                      | 1                                      | 1                                      | 2                                      | 2                                      | 2                                      | 10                                     | 19                                     | 23                                     | 36                                     | 49                                     | uit                                    |

### BelgischeBRT Top 30
| Hitnotering: 12-04-1980 t/m 10-05-1980 | Hitnotering: 12-04-1980 t/m 10-05-1980 | Hitnotering: 12-04-1980 t/m 10-05-1980 | Hitnotering: 12-04-1980 t/m 10-05-1980 | Hitnotering: 12-04-1980 t/m 10-05-1980 | Hitnotering: 12-04-1980 t/m 10-05-1980 | Hitnotering: 12-04-1980 t/m 10-05-1980 |
| Week:                                  | 1                                      | 2                                      | 3                                      | 4                                      | 5                                      |                                        |
| -------------------------------------- | -------------------------------------- | -------------------------------------- | -------------------------------------- | -------------------------------------- | -------------------------------------- | -------------------------------------- |
| Positie:                               | 12                                     | 9                                      | 10                                     | 9                                      | 18                                     | uit                                    |

### VlaamseUltratop 30
| Hitnotering: 05-04-1980 t/m 17-05-1980 | Hitnotering: 05-04-1980 t/m 17-05-1980 | Hitnotering: 05-04-1980 t/m 17-05-1980 | Hitnotering: 05-04-1980 t/m 17-05-1980 | Hitnotering: 05-04-1980 t/m 17-05-1980 | Hitnotering: 05-04-1980 t/m 17-05-1980 | Hitnotering: 05-04-1980 t/m 17-05-1980 | Hitnotering: 05-04-1980 t/m 17-05-1980 | Hitnotering: 05-04-1980 t/m 17-05-1980 |
| Week:                                  | 1                                      | 2                                      | 3                                      | 4                                      | 5                                      | 6                                      | 7                                      |                                        |
| -------------------------------------- | -------------------------------------- | -------------------------------------- | -------------------------------------- | -------------------------------------- | -------------------------------------- | -------------------------------------- | -------------------------------------- | -------------------------------------- |
| Positie:                               | 29                                     | 12                                     | 10                                     | 7                                      | 8                                      | 14                                     | 24                                     | uit                                    |

### NPO Radio 2 Top 2000
| Nummer met noteringen in de NPO Radio 2 Top 2000 | '01  | '02 | '03  |
| ------------------------------------------------ | ---- | --- | ---- |
| Sajang é                                         | 1928 | -   | 1807 |

1. ↑  Een '-' betekent dat het nummer niet was genoteerd en een vetgedrukt getal geeft de hoogste notering aan.
2. ↑  2001 was het eerste jaar met een notering voor dit nummer.
3. ↑  Deze tabel is bijgewerkt tot en met de laatste editie (2024).